# نيوبيري (كارولاينا الجنوبية)
نيوبيري (بالإنجليزية: Newberry, South Carolina)‏ هي مدينة تقع في الولايات المتحدة في مقاطعة نيوبيري (كارولاينا الجنوبية). يقدر عدد سكانها بـ 10,277 نسمة ومساحتها 17.0 كم2 وترتفع عن سطح البحر 151 متر.

## التركيبة السكانية
حدّد مكتب تعداد الولايات المتحدة بيانات التركيبة السكانية لنيوبيري في تعداد الولايات المتحدة. في ما يلي، التركيبة السكانية حسب تعدادي 2000 و2010.

### تعداد عام 2000
بلغ عدد سكان نيوبيري 10,580 نسمة بحسب تعداد عام 2000، وبلغ عدد الأسر 3,970 أسرة وعدد العائلات 2,529 عائلة مقيمة في المدينة. في حين سجلت الكثافة السكانية 454.1 نسمة لكل كيلومتر مربع (1,176.1/ميل2). وبلغ عدد الوحدات السكنية 4,388 وحدة بمتوسط كثافة قدره 188.3 لكل كيلومتر مربع (487.7/ميل2).
وتوزع التركيب العرقي للمدينة بنسبة 52.85% من البيض و41.36% من الأمريكيين الأفارقة و0.47% من الأمريكيين الأصليين و0.60% من الأمريكيين ذوي الأصول الآسيوية و0.12% من سكان جزر المحيط الهادئ و2.88% من الأعراق الأخرى و1.70% من عرقين مختلطين أو أكثر و9.49% من الهسبانيون أو اللاتينيون من أي عرق.
بلغ عدد الأسر 3,970 أسرة كانت نسبة 33.2% منها لديها أطفال تحت سن الثامنة عشر تعيش معهم، وبلغت نسبة الأزواج القاطنين مع بعضهم البعض 36.5% من أصل المجموع الكلي للأسر، ونسبة 22.3% من الأسر كان لديها معيلات من الإناث دون وجود شريك، بينما كانت نسبة 4.8% من الأسر لديها معيلون من الذكور دون وجود شريكة وكانت نسبة 36.3% من غير العائلات. تألفت نسبة 31.7% من أصل جميع الأسر من عدة أفراد يعيشون في نفس المنزل ونسبة 15.9% كانت تتألف من شخص يعيش بمفرده يبلغ من العمر 65 عاماً أو أكثر. وبلغ متوسط حجم الأسرة المعيشية 2.42، أما متوسط حجم العائلات فبلغ 2.97.
بلغ العمر الوسطي للسكان 33.8 عاماً. وكانت نسبة 23.3% من القاطنين تحت سن الثامنة عشر، وكانت نسبة 9.6% بين الثامنة عشر والرابعة والعشرين عاماً، ونسبة 24.8% كانت واقعةً في الفئة العمرية ما بين الخامسة والعشرين والرابعة والأربعين عاماً، ونسبة 18.3% كانت ما بين الخامسة والأربعين والرابعة والستين، ونسبة 14.9% كانت ضمن فئة الخامسة والستين عاماً فما فوق. يوجد لكل 100 أنثى 87.0 ذكر، ويوجد لكل 100 أنثى في الثامنة عشر من عمرها فما فوق 81.9 ذكر.
بلغ متوسط دخل الأسرة في المدينة 27,064 دولارًا، أما متوسط دخل العائلة فبلغ 33,490 دولارًا. وكان متوسط دخل الذكور 28,681 دولارًا مقابل 20,887 دولارًا للإناث. وسجل دخل الفرد الخاص بالمدينة 14,389 دولارًا. وكانت نسبة 23.8% من العائلات ونسبة 28% من السكان تحت خط الفقر، وكان من هؤلاء نسبة 39.7% تحت سن الثامنة عشر ونسبة 21% في الخامسة والستين من العمر وما فوق.

### تعداد عام 2010
بلغ عدد سكان نيوبيري 10,277 نسمة بحسب تعداد عام 2010، وبلغ عدد الأسر 3,937 أسرة وعدد العائلات 2,390 عائلة مقيمة في المدينة. في حين سجلت الكثافة السكانية 441.1 نسمة لكل كيلومتر مربع (1,142.4/ميل2). وبلغ عدد الوحدات السكنية 4,521 وحدة بمتوسط كثافة قدره 194 لكل كيلومتر مربع (502.5/ميل2).
وتوزع التركيب العرقي للمدينة بنسبة 45.43% من البيض و45.57% من الأمريكيين الأفارقة و0.40% من الأمريكيين الأصليين و0.61% من الأمريكيين ذوي الأصول الآسيوية و0.13% من سكان جزر المحيط الهادئ و6.09% من الأعراق الأخرى و1.77% من عرقين مختلطين أو أكثر و8.58% من الهسبانيون أو اللاتينيون من أي عرق.
بلغ عدد الأسر 3,937 أسرة كانت نسبة 32.6% منها لديها أطفال تحت سن الثامنة عشر تعيش معهم، وبلغت نسبة الأزواج القاطنين مع بعضهم البعض 30.1% من أصل المجموع الكلي للأسر، ونسبة 25.1% من الأسر كان لديها معيلات من الإناث دون وجود شريك، بينما كانت نسبة 5.5% من الأسر لديها معيلون من الذكور دون وجود شريكة وكانت نسبة 39.3% من غير العائلات. تألفت نسبة 34% من أصل جميع الأسر من عدة أفراد يعيشون في نفس المنزل ونسبة 14.8% كانت تتألف من شخص يعيش بمفرده يبلغ من العمر 65 عاماً أو أكثر. وبلغ متوسط حجم الأسرة المعيشية 2.36، أما متوسط حجم العائلات فبلغ 2.99.
بلغ العمر الوسطي للسكان 33.2 عاماً. وكانت نسبة 22.7% من القاطنين تحت سن الثامنة عشر، وكانت نسبة 17.2% بين الثامنة عشر والرابعة والعشرين عاماً، ونسبة 21.7% كانت واقعةً في الفئة العمرية ما بين الخامسة والعشرين والرابعة والأربعين عاماً، ونسبة 21.9% كانت ما بين الخامسة والأربعين والرابعة والستين، ونسبة 16.4% كانت ضمن فئة الخامسة والستين عاماً فما فوق. وتوزع التركيب الجنسي للسكان بنسبة 46.2% ذكور و53.8% إناث.

## أعلام
- بيلي اوديل
- سيسيل كالدويل
- ودي كورنويل
- توم هندرسون
- فورست لاك
- ترافيس دوكينز
- جيمس روجرز
- جورج جونستون